# Golfe de Cambay
Le golfe de Cambay - dit aussi golfe de Khambhat - est un bras de la mer d'Arabie situé sur la côte occidentale de l'Inde, dans l'État du Gujarat. Long d'environ 150 km, il sépare la péninsule du Kâthiâwar au nord-ouest de la partie orientale de l'État du Gujarat à l'est. La Narmada et la Tapti y ont leur embouchure.

## Caractéristiques
Peu profond, le golfe de Cambay abonde en bancs de sable, on observera son fort ensablement très visible sur la photo satellitaire ci-contre. Il est connu pour ses marées de grande amplitude. À marée basse, le fond affleure quasiment à peu de distance de la ville de Cambay. Le Alang Ship Recycling Yard - le plus important chantier de dépeçage de navires au monde - tire profit de ces marées importantes. De grands bateaux sont échoués durant les grandes marées bimensuelles et sont démantelés quand la marée recule.
Il a été un centre important de commerce depuis l'Antiquité, ses ports relient l'Inde centrale aux routes commerciales maritimes de l'océan Indien. Bharuch (Broach, Barygaza), Surate, Cambay, Bhavnagar et Daman sont des ports historiques importants, Bharuch durant l'Antiquité, Cambay le plus important du golfe au Moyen Âge, avant son envasement, Surate à l'époque de l'Empire moghol.
Le tsunami de 2004, en passant par le golfe de Cambay, balaye son fond et met à nu les vestiges d'une ville située à une quarantaine de mètres de profondeur. Les scientifiques indiens ont daté le site à l'aide du carbone 14 et l'évaluent à environ 7500 av. J.-C.. Il est à noter que la découverte du site n'est pas due au tsunami lui-même mais remonte à plusieurs années auparavant, au hasard d'une étude de la turbidité de l'eau.
Le golfe de Khambhat, également connu historiquement sous le nom de golfe de Cambay, est une baie située sur la côte indienne de la mer d'Oman, juste au nord de Mumbai et de l'île de Diu. Le golfe de Khambhat mesure environ 200 kilomètres (120 miles) de long, 20 kilomètres (12 miles) de large au nord et jusqu'à 70 kilomètres (43 miles) de large au sud. Les principaux fleuves du Gujarat sont le Narmada, le Tapti, le Mahi et le Sabarmati, qui forment des estuaires dans le golfe du Gujarat.